# Hypnotic
Hypnotic és un thriller d'acció i de misteri estatunidenc del 2023 dirigit per Robert Rodriguez, que va escriure el guió amb Max Borenstein. La pel·lícula és protagonitzada per Ben Affleck, Alice Braga, J. D. Pardo, Hala Finley, Dayo Okeniyi, Jeff Fahey, Jackie Earle Haley i William Fichtner. Rodríguez també va produir, corodar i editar la pel·lícula, mentre que els seus fills Rebel Rodriguez i Racer Max van ser-ne el compositor i productor, respectivament. S'ha doblat i subtitulat al català.
Hypnotic es va estrenar als Estats Units amb la distribució de Ketchup Entertainment i Relativity Media el 12 de maig de 2023. La pel·lícula va rebre crítiques en diversos sentits i va recaptar 16 milions de dòlars.